# Aïn Defla
Ain Defla là một đô thị thuộc tỉnh Aïn Defla, Algérie. Dân số thời điểm năm 2002 là 52.276 người.